# Культурное влияние произведений Толкина

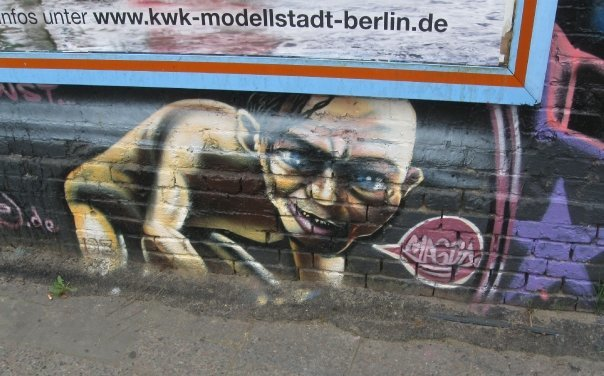
Стрит-арт с изображением Голлума в Германии, 2008 год

Произведения Дж. Р. Р. Толкина о Средиземье оказали большое влияние на художественную и массовую культуру, на субкультуры и на академические исследования. Суммарный тираж книг Толкина превышает сотни миллионов копий. Роман «Властелин колец» преобразил весь жанр фэнтези. Экранизации «Властелина колец» и «Хоббита» Питера Джексона собрали в прокате миллиарды долларов. Книги, а затем и фильмы Джексона способствовали появлению огромного фэндома толкинистов. Созданные Толкиным расы, включая орков, троллей, гномов (дворфов), эльфов, магов и хоббитов (халфлингов) проникли в популярную культуру, включая настольные ролевые игры типа Dungeons & Dragons и компьютерные игры. Ряд персонажей из произведений Толкина появлялся в популярных произведениях, к примеру Голлум в песне группы Led Zeppelin.

## Контекст

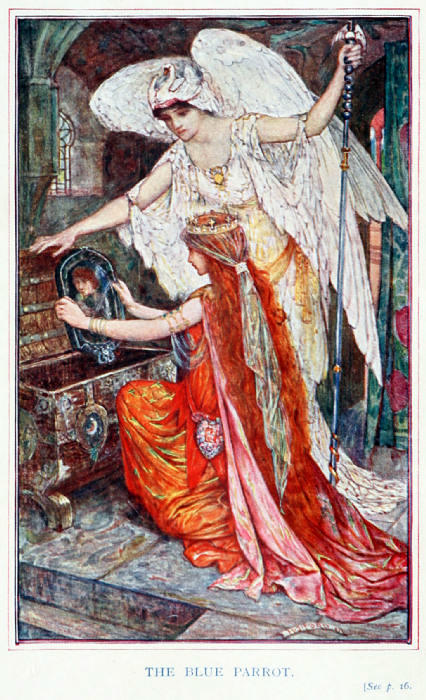
Фэнтези до Толкина: «Голубой попугай» Г. Дж. Форда, иллюстрация к книге Эндрю Лэнга «Оливковая книга фей» 1907 года

Джон Рональд Руэл Толкин был английским писателем и филологом, его специализацией был древнеанглийский язык. Большую часть своей карьеры он провёл в качестве профессора Оксфордского университета. В числе его наиболее известных работ — книги о вымышленном мире Средиземья, включая повесть «Хоббит, или Туда и обратно», роман «Властелин колец» и опубликованный посмертно «Сильмариллион». Толкин был глубоко верующим католиком и описал «Властелин колец» как «в основе своей произведение религиозное и католическое», наполненное христианскими символами. Книги Толкина о Средиземье разошлись суммарным тиражом в сотни миллионов экземпляров.

## Художественные произведения

### Фэнтези
Выход романа «Властелин колец» преобразил весь жанр фэнтези. Толкин считается «отцом» современного фэнтези. По мнению профессора Брайана Аттебери, фэнтези определяется «не границами, а центром», каковым является «Властелин колец».
Многие авторы, писавшие в жанре фэнтези после выхода «Властелина колец», либо пытались подражать Толкину, либо, наоборот, спорили с ним в своих произведениях. Одной из первых стала Урсула ле Гуин, создавшая цикл произведений о Земноморье (первое вышло в 1968 году), используя толкиновские архетипы — волшебники, лишённый наследства принц, волшебное кольцо, квест, драконы. Затем появилось множество книг других авторов. Другие авторы писали намеренно «нетолкиновские» фэнтези. Так, главный герой «Хроник Томаса Ковенанта» Стивена Дональдсона — озлобленный и циничный писатель, пораженный проказой и отвергнутый обществом, и одновременно героический спаситель Земли. Филип Пулман, критиковавший «Властелин колец» за отсутствие «реализма», в своих произведениях отрицает религиозные догматы.

### Изобразительное искусство

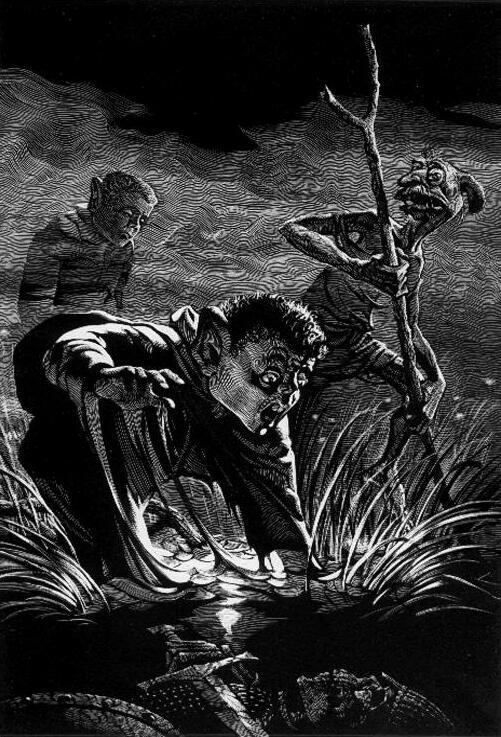
Голлум ведёт Фродо и Сэма через Мёртвые болота, рисунок Александра Коротича

После публикации в 1937 году повести «Хоббит, или Туда и обратно», и особенно после публикации «Властелина колец», многие художники проявили интерес к иллюстрированию произведений Толкина о Средиземье. Самому Толкину нравились картины Кора Блока, Мэри Фэрберн, королевы Маргрете II и Теда Несмита. При этом он негативно отзывался об иллюстрациях Хоруса Энгельса к немецкому изданию «Хоббита».
После смерти Толкина в 1973 году иллюстрации к его произведениям создавали многие художники и в разных жанрах, от скретчбордов Александра Коротича до рисунков в стиле гравировки по дереву Маргрете II, изображений в стиле средневековых миниатюр Сергея Юхимова и неоклассических картин маслом Донато Джанколы.
В 1980-е годы книги Толкина начали иллюстрировать Алан Ли и Джон Хау. Режиссёр Питер Джексон обратился к ним за помощью в создании дизайна и концепт-арта его кинотрилогии «Властелин колец». Разработанными ими визуальные образы сильно повлияли на фильмы Джексона. Немецкая художница Дженни Долфен создала ряд акварельных картин для иллюстрации «Сильмариллиона», получив за это три награды от сообщества The Tolkien Society.

### Фильмы
В 2001—2003 годах была выпущена экранизация романа в трёх частях, снятая новозеландским режиссёром Питером Джексоном: «Властелин колец: Братство Кольца», «Властелин колец: Две крепости» и «Властелин колец: Возвращение короля». Все три фильма были высоко оценены кинокритиками и зрителями, получив множество наград, включая 17 премий «Оскар». Финальный фильм повторил рекорд по числу наград за всю историю (11 премий) и стал вторым фильмов в истории (после «Титаника»), собравшим в прокате более миллиарда долларов.
В 2012—2014 годах вышла кинотрилогия «Хоббит», также снятая Питером Джексоном.

### Музыка

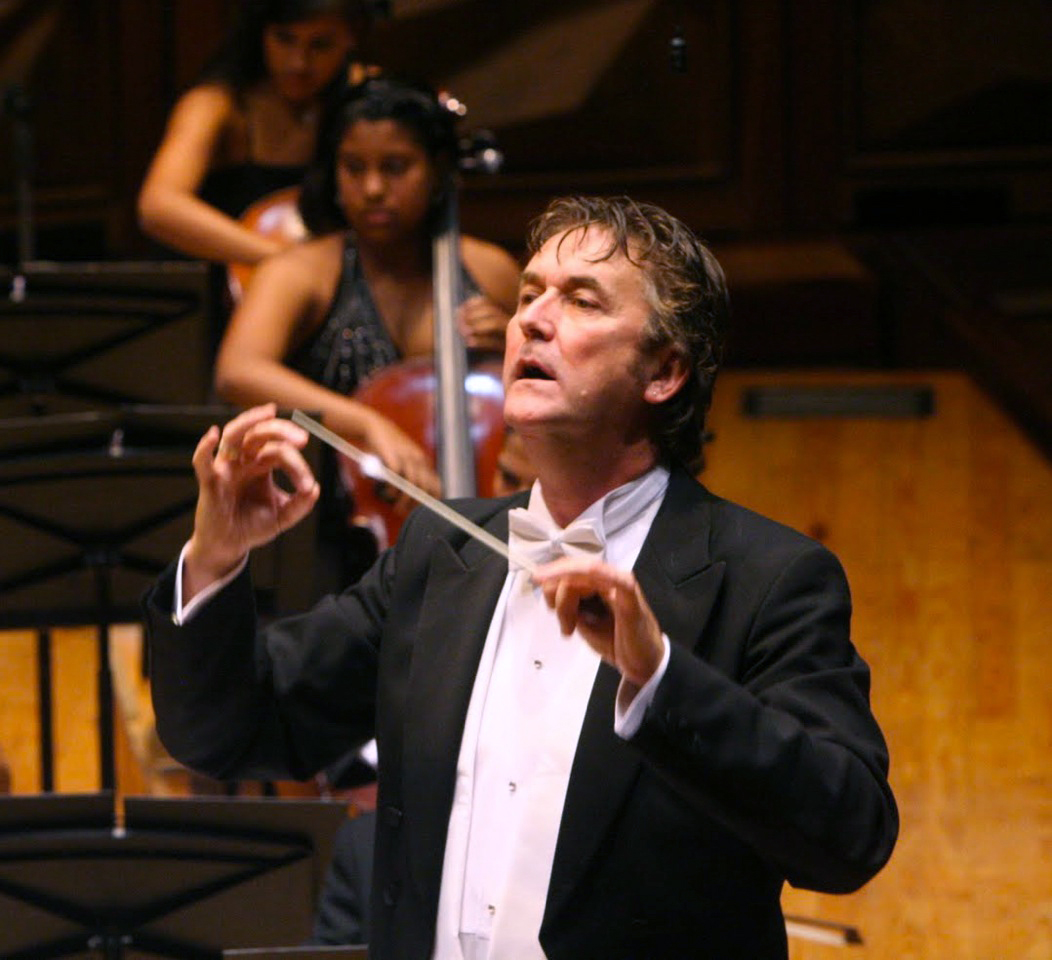
Нидерландский композитор Йохан де Мей сочинил Симфонию № 1 «Властелин колец»

Под влиянием Толкина было создано множество музыкальных произведений в разных жанрах, от классической до популярной музыки, включая джаз, блюз, кантри, нью-эйдж, хеви-метал, психоделическую музыку. В 1965 году композитор Дональд Суонн переложил на музыку шесть стихотворений из «Властелина колец» (и одно из «Приключений Тома Бомбадила»). В 1967 году песни вышли в свет в виде сборника «Дорога вдаль и вдаль идёт: Цикл песен». В том же году компания Caedmon Records выпустила сборник Poems and Songs of Middle Earth, где Суонн сыграл на пианино, а автором вокала стал певец Уильям Элвин.
Датская группа The Tolkien Ensemble выпустила пять альбомов, вдохновлённых «Властелином колец» Толкина —An Evening in Rivendell (1997), A Night in Rivendell (2000), At Dawn in Rivendell (2002) и Leaving Rivendell (2005, с участием (with Кристофера Ли)).
В 1988 году нидерландский композитор Йохан де Мей сочинил Симфонию № 1 «Властелин колец». Она состоит из пяти частей: «Гэндальф», «Лотлориэн», «Голлум», «Путь во тьме» и «Хоббиты». В 1996 году финский композитор Аулис Саллинен сочинил Симфонию № 7 «Сны Гэндальфа».
Рок-группы 1970-х годов вдохновлялись фэнтезийной контркультурой того времени. Британская рок-группа Led Zeppelin записала несколько песен с явными отсылками к «Властелину колец», например, в «Ramble On» упоминаются Голлум и Мордор, в «Misty Mountain Hop» — Мглистые горы, в «The Battle of Evermore» — призраки кольца. «Властелин колец» вдохновил многих представителей в стиле хеви-метал.
В альбоме Shepherd Moons 1991 года ирландской исполнительницы Энии есть инструментальный трек «Lothlórien» — это название эльфийского леса в романе «Властелин коле».

### Игры
Созданные Толкиным расы, включая орков, троллей, гномов (дворфов), эльфы, магов и хоббитов (халфлингов) проникли в популярную культуру, включая настольные ролевые игры типа Dungeons & Dragons и компьютерные игры.

## Фэндом

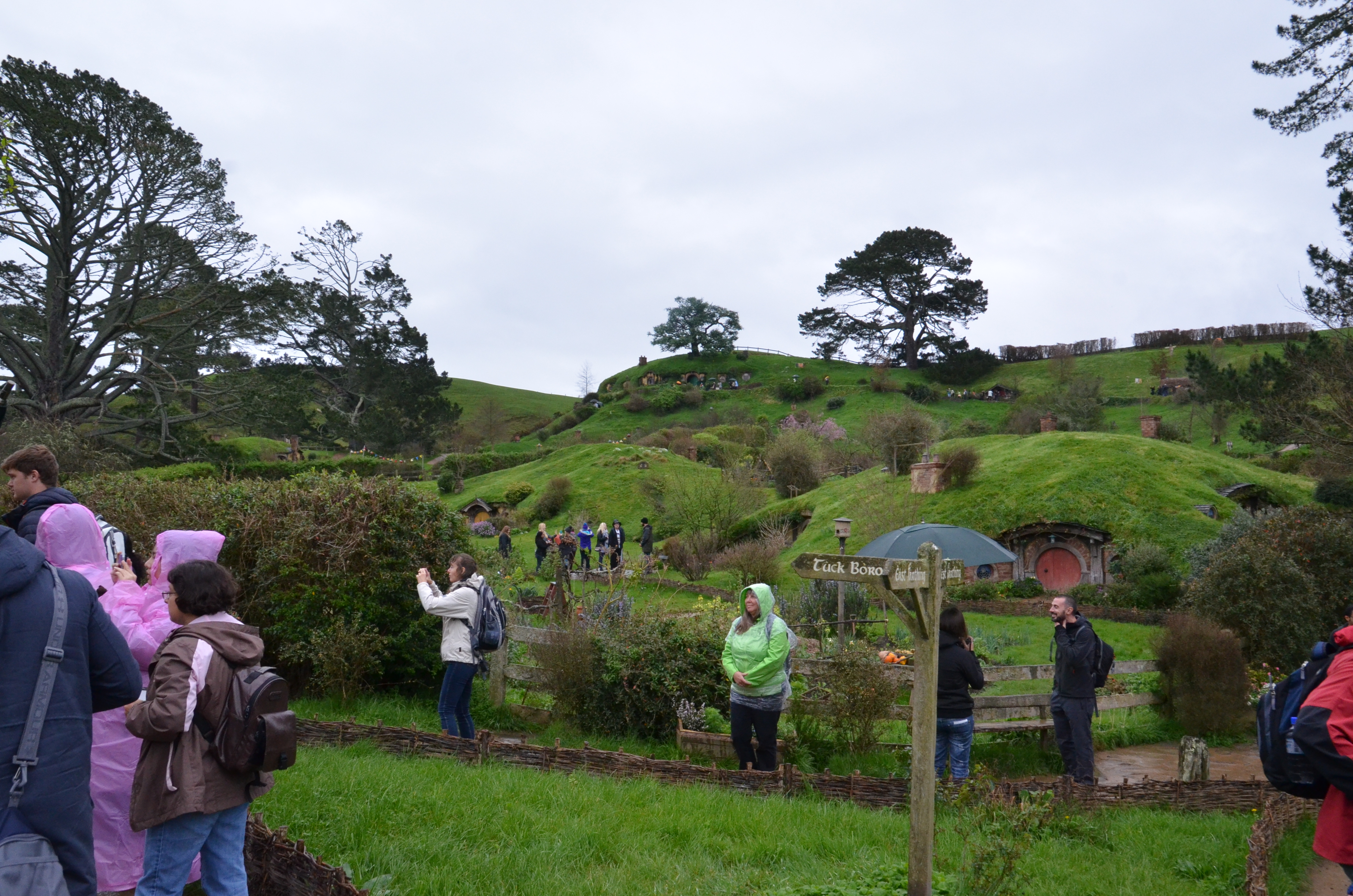
Толкин-туристы посещают съёмочную площадку Хоббитона в Новой Зеландии

Книги Толкина, а затем и фильмы Джексона породили фэндом толкинистов, которые проводят встречи типа «Толкинмута» в США, играют в ролевые игры, занимаются литературными и академическими исследованиями произведений Толкина, обсуждают их в Интернете и дискуссионных группах, рисуют фан-арт, пишут фанфики. Среди разных групп в разное время особую популярность получают отдельные персонажи легендариума, например, Голлум. Коммерческую важность получил толкин-туризм, в особенности в Новой Зеландии после выхода серии фильмов Питера Джексона на съёмочной площадке Хоббитона.

### Фанатские фильмы
Фанатские фильмы, основанные на произведениях Толкина, в основном малоизвестны, так как не могут быть выпущены в коммерческий прокат из-за авторских прав. В числе исключений вышедшие в 2009 году фильмы «Охота на Голлума» режиссёра Криса Бушара и «Рождение надежды» Кейт Мэдисон, основанные на «Приложениях» к «Властелину колец».

### Фан-арт

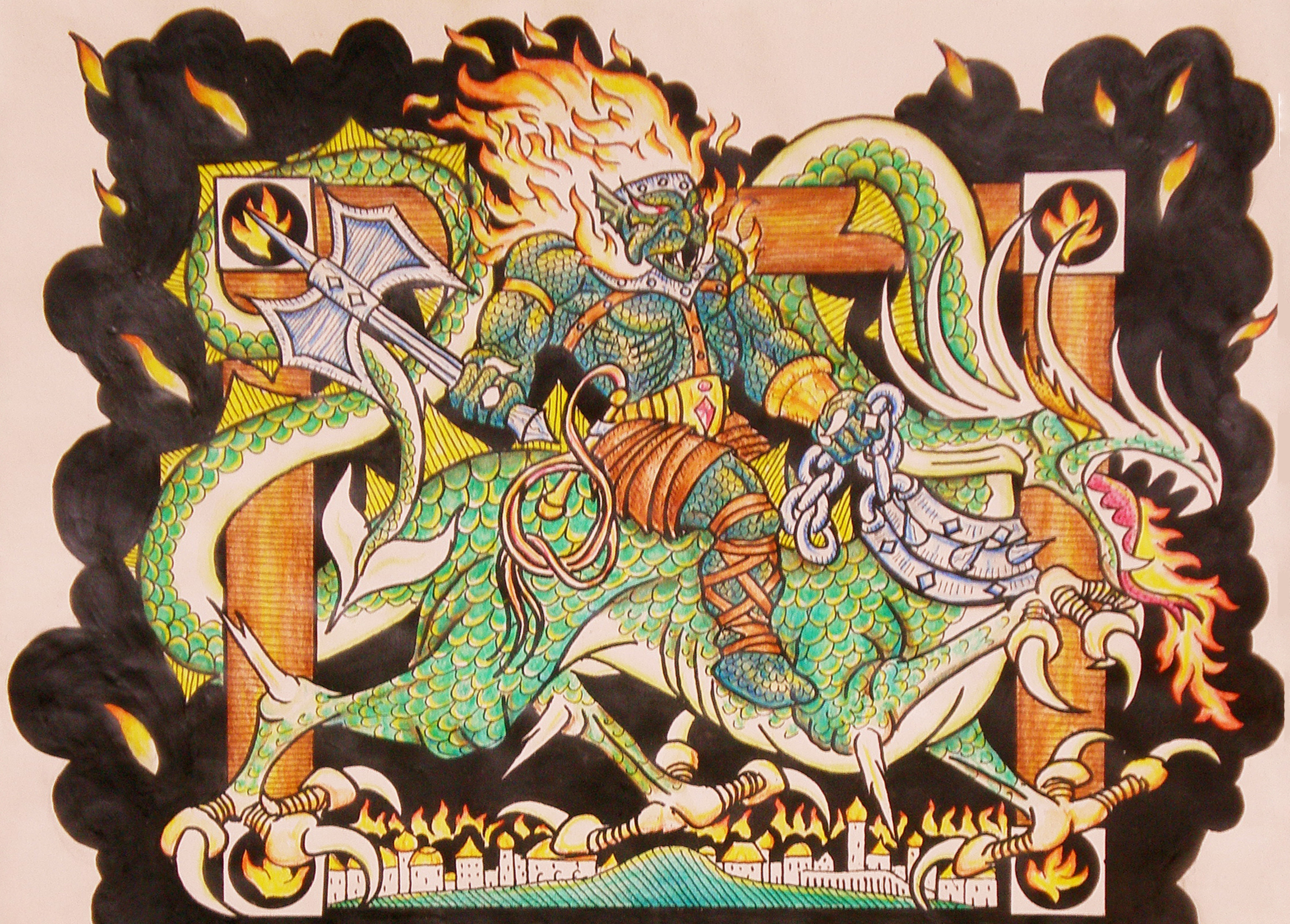
Готмог, повелитель Балрогов (Том Лобак)

Фан-арт, связанный с Толкином, включает в себя различные созданные поклонниками производные произведения, связанные со Средиземьем, обычно распространяемые в Интернете, на специализированных сайтах или в соцсетях. Фан-арт часто провоцирует обсуждения со стороны сообщества, похвалу или критику, обсуждения по поводу соответствия текстам Толкина. Люди, участвующие в таких обсуждениях, почти всегда читали Толкина. Фан-арт может включать широко или малоизвестных персонажей, изображать драматические события из легендариума Толкина.

### Фанфики
Фанфики — это произведения в жанре фэнтези, написанные поклонниками Толкина, часто женщинами, на темы, связанные с вымышленным миром Средиземья. В XX веке они распространяются в сети Интернет, их существует огромное количество. Они основаны на книгах Толкина либо на адаптациях его книг, в особенности на фильмах Джексона. Их авторы заполняют пробелы в произведениях профессора, например, описывая жизни персонажей до событий, описанных у Толкина, либо повседневную жизнь второстепенных персонажей, либо выдумывают новых персонажей. В их числе встречаются гомоэротические фанфики в жанре слэш и феминистские истории.
На территории бывшего СССР, который присоединился к конвенции об охране авторских прав уже после смерти Толкина, публикация фанфиков была разрешена законом. Некоторые из фанфиков имели коммерческий успех. Это, в первую очередь, «Кольцо Тьмы» писателя Ника Перумова, действие которого происходит в Средиземье через 300 лет после событий «Властелина колец». Широко известна в фэндоме также «Чёрная книга Арды» Натальи Некрасовой и Натальи Васильевой, представляющая сюжет «Сильмариллиона» с точки зрения главного злодея Мелькора. Кирилл Еськов в романе «Последний кольценосец» подошёл к событиям «Властелина колец» с точки зрения «криптоистории». Ольга Брилёва представила свою версию легенды о Берене и Лутиэн в романе-дилогии «По ту сторону рассвета». Алексей Свиридов писал пародии на произведения Толкина.

## Исследования Толкина
Сразу после публикации «Властелин колец» многие критики восприняли роман враждебно. В 1970-е и 1980-е годы появились работы Пола Х. Кочера, Джейн Чанс, Тома Шиппи и Верлин Флигер, начавшие процесс «реабилитации» Толкина и ознаменовавшие появление отдельного направления академических исследований, иногда называемого толкиноведением или толкинистикой.
Исследования Толкина затрагивают различные аспекты опубликованных и неопубликованных произведений писателя, включая филологические, лингвистические исследования (в особенности исследования по вымышленным эльфийским языкам квенья и синдарин). Академические публикации исследуют вопросы возможных влияний на произведения Толкина, затронутых в его произведениях тем, от христианства до феминизма и расизма. Существует несколько специализированных журналов, в которых публикуются исследования Толкина, например Mythlore, Mallorn, Tolkien Studies, Journal of Tolkien Research.

## Популярная культура
«Властелин колец» оказал большое влияние на популярную культуру, особенно в 1960-е и 1970-е годы, когда молодёжь восприняла роман как контркультурную сагу. В то время среди многочисленных американских толкинистов были популярны слоганы «Фродо жив!» и «Гэндальфа в президенты». Влияние было настолько значительным, что прилагательные Tolkienian и Tolkienesque («толкиновский» или «толкинистский») были включены в «Оксфордский словарь английского языка», равно как и другие термины из романа, например «хоббит», «орк» и «варг». У романа появились пародии, например «Тошнит от колец» (в другом переводе «Пластилин колец») от Harvard Lampoon — эта книга была переведена на 11 языков. Начиная с 1960-х годов популярностью стали пользоваться постеры и календари, оформленные иллюстраторами, например Барбарой Ремингтон.
В 2003 году «Властелин колец» возглавил список «200 лучших романов по версии Би-би-си», составленный по результатам опроса жителей Великобритании. По результатам похожих опросов 2004 года жители Германии и Австралии также назвали «Властелин колец» своей любимой книгой. В 1999 году сайт Amazon.com провёл опрос, по результатам которого роман Толкина был признан «книгой столетия». В 2019 году подразделение BBC News включило «Властелин колец» в список «100 самых вдохновляющих романов».

### По первичным источникам
1. ↑  Carpenter, 1981, Письмо № 142 к Роберту Мюррею, 2 декабря 1953 года.
2. ↑  Carpenter, 1981, Письмо № 107 к сэру Стэнли Анвину, 7 декабря 1946 года.

### По вторичным источникам
1. 1 2  Wagner, 2007.
2. 1 2  BBC, 2008.
3. 1 2  Yolen, 1992.
4. ↑  Box Office Mojo (LOTR), 2024.
5. ↑  Box Office Mojo (Hobbit), 2024.
6. 1 2  Walls-Thumma, 2015.
7. 1 2  Shippey, 2005, pp. 350—351.
8. 1 2  Ewalt, 2013.
9. 1 2  VentureBeat, 2017.
10. 1 2  Arvidsson, 2010.
11. 1 2  Meyer&Yri, 2020, p. 732.
12. ↑  Carpenter, 1977, pp. 111, 200, 266.
13. ↑  Schlagwein, 2022.
14. ↑  Hunt, 2013, p. 33.
15. ↑  James, 2012, pp. 62—78.
16. ↑  Paxson, 1984.
17. ↑  Clute, 1997, p. 82.
18. ↑  Fultz, 2013.
19. ↑  Butler, 2007.
20. ↑  Collier, 2011.
21. ↑  Tankard, 2017.
22. 1 2  Thygesen, 1999.
23. ↑  Radio Rivendell, 2012.
24. ↑  Uraic, 2013.
25. ↑  Lebedev, 2016.
26. ↑  Сергей Юхимов. Tolkienists.
27. ↑  LaSala, 2019.
28. ↑  Svitil, 2007, pp. 75—76.
29. ↑  Tolkien Society, 2016.
30. ↑  Rosenberg, Adam. 'Star Wars' ties 'Lord of the Rings' with 30 Oscar nominations, the most for any series (англ.). [Mashable (14 января 2016). Архивировано 12 мая 2019 года.
31. ↑  All Time Domestic Box Office (англ.). Box Office Mojo. Архивировано 4 июня 2004 года.
32. ↑  All Time Worldwide Box Office (англ.). Box Office Mojo. Архивировано 5 июня 2004 года.
33. ↑  Eden, 2013, pp. 501—513.
34. ↑  J. R. R. Tolkien, Donald Swann. The Road Goes Ever On: A Song Cycle. — Ballantine Books, 1967.
35. ↑  J. R. R. Tolkien, Donald Swann (1967). Poems and Songs of Middle Earth (LP recording). Caedmon Records. TC1231/TC91231.
36. ↑  Burdge&Burke, 2013.
37. ↑  The Lord of the Rings Der Herr der Ringe Symphony No. 1 Sinfonie Nr. 1 (англ.). Rundel.
38. ↑  Bratman, 2010.
39. ↑  Greene, Andy. Ramble On: Rockers Who Love 'The Lord of the Rings' (англ.). Rolling Stone (16 августа 2017). Архивировано 16 августа 2017 года.
40. ↑  Ryan, Roma (2002). Only Time — The Collection (Booklet notes, pages 15, 16, 19, 21). Enya. Warner Music. 0927 49211-2.
41. ↑  Tolkienmoot, 2024.
42. ↑  Gilsdorf, 2006.
43. ↑  Hobbiton, 2024.
44. ↑  Masters, 2009.
45. ↑  Masters, Tim. Making Middle-earth on a shoestring (англ.). BBC News (30 апреля 2009). Архивировано 3 мая 2009 года.
46. ↑  Lamont, Tom. Born of Hope – and a lot of charity (англ.). The Guardian (7 марта 2010). Архивировано 5 января 2015 года.
47. ↑  Li, 2023.
48. ↑  Silmarillion Writers Guild, 2024.
49. 1 2  Walls-Thumma, 2019.
50. ↑  Viars&Coker, 2015.
51. ↑  Бугаков, Михаил. «Последователи Профессора — Другой взгляд на Средиземье». Мир фантастики (12 мая 2005). Архивировано 27 февраля 2006 года.
52. ↑  Shippey, 2005, pp. 74.
53. ↑  Shippey, 2001, p. 88.
54. 1 2  Timmons, 1998.
55. ↑  В. Л. Гопман. Дороги в Средиземье: толкиноведение в начале третьего тысячелетия // Новое литературное обозрение. — 2004.
56. ↑  Толкин, 2024, с. 465.
57. ↑  Bradfield, 2021.
58. ↑  Drout, 2006.
59. ↑  Croft, 2016.
60. ↑  Feist, 2001.
61. ↑  Carpenter, 1977.
62. ↑  Gilliver, 2006, pp. 174, 201—206.
63. ↑  Bratman, 2013, pp. 503—504.
64. ↑  Carmel, 2020.
65. ↑  Diver, Krysia. A lord for Germany (англ.). The Sydney Morning Herald (5 октября 2004). Архивировано 28 марта 2006 года.
66. ↑  Cooper, Callista. Epic trilogy tops favourite film poll (англ.). ABC News Online (5 декабря 2005). Архивировано 16 января 2006 года.
67. ↑  O'Hehir, Andrew. The book of the century (англ.). Salon (4 июня 2001). Архивировано из оригинала 11 августа 2003 года.
68. ↑  100 'most inspiring' novels revealed by BBC Arts (англ.). BBC News (5 ноября 2019). Архивировано 8 ноября 2019 года.